# Classe Dealey
La Classe Dealey, est une classe de treize destroyers d'escorte de l'US Navy construits entre 1952 et 1957 pour remplacer la classe John C. Butler et actifs entre 1954 et 1994.

## Liste des navires
| Nom               | Numéro  | Constructeur                      | Pose de la quille | Lancement         | Commissionné      | Destin                                             |
| ----------------- | ------- | --------------------------------- | ----------------- | ----------------- | ----------------- | -------------------------------------------------- |
| Dealey            | DE-1006 | Bath Iron Works                   | 15 décembre 1952  | 8 novembre 1953   | 3 juin 1954       | Transféré à l'Uruguay comme ROU 18 De Julio (DE-3) |
| Cromwell          | DE-1014 | Bath Iron Works                   | 3 août 1953       | 4 juin 1954       | 24 novembre 1954  | Rayé des listes, 1973                              |
| Hammerberg        | DE-1015 | Bath Iron Works                   | 12 novembre 1953  | 20 août 1954      | 2 mars 1955       | Rayé des listes, 1973                              |
| Courtney          | DE-1021 | Defoe Shipbuilding                | 2 septembre 1954  | 2 novembre 1955   | 24 septembre 1956 | Rayé des listes, 1973                              |
| Lester            | DE-1022 | Defoe Shipbuilding                | 2 septembre 1954  | 5 janvier 1956    | 14 juin 1957      | Rayé des listes, 1973                              |
| Evans             | DE-1023 | Puget Sound Bridge and Dredging   | 8 avril 1955      | 14 septembre 1955 | 14 juin 1957      | Rayé des listes, 1973                              |
| Bridget           | DE-1024 | Puget Sound Bridge and Dredging   | 19 septembre 1955 | 25 avril 1956     | 24 octobre 1957   | Rayé des listes, 1973                              |
| Bauer             | DE-1025 | Bethlehem Steel, Alameda Shipyard | 1er décembre 1955 | 4 juin 1957       | 21 novembre 1957  | Rayé des listes, 1973                              |
| Hooper            | DE-1026 | Bethlehem Steel, Alameda Shipyard | 4 janvier 1956    | 1er août 1957     | 18 mars 1958      | Rayé des listes, 1973                              |
| John Willis       | DE-1027 | New York Shipbuilding             | 5 juillet 1955    | 4 février 1956    | 21 février 1957   | Rayé des listes, 1972                              |
| Van Voorhis       | DE-1028 | New York Shipbuilding             | 29 août 1955      | 28 juillet 1956   | 22 avril 1957     | Rayé des listes, 1972                              |
| Hartley           | DE-1029 | New York Shipbuilding             | 31 octobre 1955   | 24 novembre 1956  | 26 juin 1957      | Vendu à la Colombie comme ARC Boyaca (DE-16), 1972 |
| Joseph K. Taussig | DE-1030 | New York Shipbuilding             | 3 janvier 1956    | 3 janvier 1957    | 10 septembre 1957 | Rayé des listes, 1972                              |